# Ilyonectria
Ilyonectria är ett släkte av svampar som beskrevs av P.Chaverri och C.Salgado. Ilyonectria ingår i familjen Nectriaceae, ordningen köttkärnsvampar, klassen Sordariomycetes, divisionen sporsäcksvampar och riket svampar.
Släktet innehåller bara arten Ilyonectria radicicola.